# Ronco (Pensilvania)
Ronco es un lugar designado por el censo ubicado en el condado de Fayette en el estado estadounidense de Pensilvania. En el Censo de 2010 tenía una población de 256 habitantes y una densidad poblacional de 174,94 personas por km².

## Geografía
Ronco se encuentra ubicado en las coordenadas 39°52′5″N 79°55′22″O / 39.86806, -79.92278. Según la Oficina del Censo de los Estados Unidos, Ronco tiene una superficie total de 1.46 km², de la cual 1.32 km² corresponden a tierra firme y (9.73%) 0.14 km² es agua.

## Demografía
Según el censo de 2010, había 256 personas residiendo en Ronco. La densidad de población era de 174,94 hab./km². De los 256 habitantes, Ronco estaba compuesto por el 89.45% blancos, el 10.16% eran afroamericanos, el 0% eran amerindios, el 0% eran asiáticos, el 0% eran isleños del Pacífico, el 0% eran de otras razas y el 0.39% pertenecían a dos o más razas. Del total de la población el 0% eran hispanos o latinos de cualquier raza.